# تپه گوشتاباد ۲
تپه گوشتاباد ۲ مربوط به دوران‌های تاریخی پس از اسلام است و در شهرستان بوئین‌زهرا، روستای پرسیانچ واقع شده و این اثر در تاریخ ۱۹ اسفند ۱۳۸۰ با شمارهٔ ثبت ۴۹۱۵ به‌عنوان یکی از آثار ملی ایران به ثبت رسیده است.